# كوري مور
كوري مور (بالإنجليزية: Corey Moore)‏ هو لاعب كرة قدم أمريكية أمريكي، ولد في 20 مارس 1979 في براونزفيل في الولايات المتحدة.